# شهرستان قره داغ
شهرستان قره داغ (به عربی: قضاء قرة داغ) یکی از شهرستان‌های استان سلیمانیه در اقلیم کردستان عراق است. مرکز آن شهرک قره‌داغ می‌باشد. شمار ساکنان آن ۱۲٬۷۰۹ نفر است.
شهرستان قره‌داغ در سال ۲۰۰۷ از بخش‌ها و روستاهای بخش مرکزی قره‌داغ که پیش‌تر بخشی از شهرستان سلیمانیه بود، تشکیل شد. در دوران امپراتوری عثمانی، قره‌داغ خود یک شهرستان بود اما بعدها به بخش تبدیل شد. این شهرستان از دو بخش تشکیل شده‌است:
بخش مرکزی قره‌داغ (قره‌داغ)
بخش سوسنان (سوسنان)

## نام
نام این شهرستان از شهرک قره‌داغ گرفته شده‌است.
پیش‌تر نام آن «زردی‌آوا» (زردی‌آباد) بوده که به‌عنوان نمادی از «زردی‌بگ» ذکر شده‌است. گفته می‌شود او یک فرماندار زرتشتی بود که منطقه‌ای میان رود سیروان تا میردی، نزدیک دربندیخان، سرچنار، شیوەسور تا سنگاو را اداره می‌کرد. پیشینهٔ تاریخی این نام به حدود ۲۲۰۰ سال پیش از میلاد بازمی‌گردد.
واژهٔ ترکی «قره‌داغ» در دوران عثمانی رایج شد: «قره» به‌معنای سیاه و «داغ» به‌معنای کوه یا تپه است؛ با هم به معنای «کوه سیاه» یا «تپهٔ سیاه».

## جغرافیا
شهرستان قره‌داغ با این نواحی هم‌مرز است: از شمال با شهرستان سلیمانیه و شهرستان بازیان، از جنوب با شهرستان چمچمال و شهرستان کلار، از شرق با شهرستان شارزور و شهرستان دربندیخان، و از غرب نیز با شهرستان چمچمال.
مساحت این شهرستان ۷۱۷ کیلومتر مربع است که برابر با ۳٫۵۵٪ از کل استان سلیمانیه می‌باشد.

## تاریخ

### دورهٔ عثمانی
استان سلیمانیه تا نیمهٔ سدهٔ نوزدهم، تحت حکومت امارت بابان و در قلمرو امپراتوری عثمانی بود. مرکز این امارت در آغاز قلعه چولان بود. سپس در سال ۱۱۹۹ هجری قمری (برابر با ۱۷۸۴ میلادی)، ابراهیم پاشای بابان فرمان به ساختن مرکز جدیدی برای این امارت داد و پایتخت را به شهر تازه‌ساز سلیمانیه منتقل کرد. این امارت در سال ۱۸۵۱ میلادی منحل شد و به یک واحد اداری کوچک‌تر (لیوا) تبدیل و تابع ایالت شارزور شد.
بین سال‌های ۱۸۵۱ تا ۱۸۶۹:
در این دوره، ساختار اداری منطقه تحت تأثیر تقسیمات جغرافیایی طایفه‌ای بود. مرزهای این لیوا و لیواهای هم‌مرز آن محل اختلاف میرهای بابان و سوران بود. پس از سقوط امارت سوران (۱۸۳۶) و امارت بابان (۱۸۵۱)، لیوای سلیمانیه به‌صورت واحدی مستقل باقی ماند و شامل ۱۷ بخش بود که شهرستان قره‌داغ یکی از آن‌ها به‌شمار می‌رفت. این اطلاعات در سالنامه‌های عثمانی با شماره‌های ۱۱، ۱۲ و ۱۳ آمده است.
بین سال‌های ۱۸۶۹ تا ۱۸۷۲:
این دوره هم‌زمان با حکومت مدحت پاشا بود که به مدت سه سال والی بغداد بود. با وجود کوتاه بودن مدت حکومت او، اصلاحات بنیادینی انجام شد و در این مدت نیز شهرستان قره‌داغ به‌عنوان واحدی مستقل باقی ماند.
بین سال‌های ۱۸۷۳ تا ۱۹۱۸:
در این دوره، تغییرات اداری فراوانی رخ داد. تعداد لیواهای دولت عثمانی کاهش یافت و بسیاری از لیواها به بخش و بخشی از بخش‌ها نیز به بخش تبدیل شدند. اداره‌های جنوب کردستان زیرمجموعهٔ سنجاق‌های موصل، شارزور و بغداد بودند. تا زمان تشکیل ولایت موصل در سال ۱۲۹۶ هجری قمری (۱۸۷۹ میلادی)، تمام سنجاق‌های فوق تابع ولایت بغداد بودند، ولی پس از آن لیوای سلیمانیه و شارزور به ولایت موصل ملحق شدند.

در این دوره، زاب کوچک به‌عنوان مرز بین لیوای سلیمانیه و راوندوز تعیین شد. رود ژاراوه نیز به‌عنوان مرز بین سنجاق شارزور و سلیمانیه در نظر گرفته شد. بخش پشدَر تابع لیوای سلیمانیه شد و مناطقی مانند منگور، مامش و رمه‌ک از پشدَر جدا و به راواندز و ناحیه شوان به سنجاق شهرزور پیوستند.
مهم‌ترین تغییر این دوره، لغو شهرستان قره‌داغ و بخش زنگنه بود. به‌جای آن، بخش گل تأسیس شد و تابع لیوای کرکوک گردید. رود آواسپی مرز میان این بخش و مرکز شهرستان کفری شد. از منظر اداری، شهرستان قره‌داغ به بخش تبدیل شد.
در سال ۱۸۷۸، این شهرستان با قحطی و گرانی روبه‌رو شد. جمعیت زردی‌آباد (مرکز شهرستان) به‌شدت کاهش یافت. در پی چندین رخداد فاجعه‌بار دیگر از جمله آتش‌سوزی و تخریب، جایگاه آن به‌عنوان شهرستان از دست رفت، مرکز آن به روستا تنزل یافت و نام «زردی‌آوا» به «قره‌داغ» تغییر کرد. در نهایت نیز به ناحیه تبدیل و تابع سنجاق سلیمانیه شد.
محصولات کشاورزی این ناحیه شامل گندم، جو، مقدار اندکی سبزیجات و میوه بود که نیاز محلی را تأمین می‌کرد. تنها محصول صادراتی منطقه توتون بود که به بازار بغداد فرستاده می‌شد.
در سال ۱۸۹۴، فرماندار ناحیه به نام «آقا افندی» از استان سامسون ترکیه بذر توتون به این ناحیه آورد تا آن را بیازماید و پس از موفقیت، کشت توتون در چندین نقطه گسترش یافت.